# El Paso de Robles, Kalifornien
El Paso de Robles är en stad (city) i San Luis Obispo County, i delstaten Kalifornien, USA. Enligt United States Census Bureau har staden en folkmängd på 30 065 invånare (2011) och en landarea på 49,5 km².